# Claude Puel
Claude Puel, född 2 september 1961, är en fransk fotbollstränare och tidigare fotbollsspelare.

## Spelarkarriär
Puel spelade som defensiv mittfältare och tillbringade hela sin karriär i franska AS Monaco. 

## Tränarkarriär
Puel började sin tränarkarriär i AS Monaco som assisterande tränare i två år. Han tog därefter över som huvudtränare i klubben i january 1999. Puel har också tränat Lille, Lyon, Nice och Southampton. 
Den 25 oktober 2017 presenterades Puel som ny tränare för Leicester på deras hemsida. Den 4 oktober 2019 anställdes Puel som ny huvudtränare i Saint-Étienne. Den 5 december 2021 blev Puel avskedad från Saint-Étienne efter en 5–0-förlust mot Rennes. Laget låg då på sista plats i Ligue 1 med endast två vinster på 17 matcher.